# 박혁수
박혁수 (朴赫秀, 1974년 3월 28일 ~ )은 대한민국의 배우이다. 서울 출생이며, 학력은 국민대학교다.

## 기본정보
- 대한민국 서울에서 태어났다,
- 국민대 연극영화과를 졸업했으며(2002), 기치스에서 배우예술전공으로 석사 졸업(2005).
- 배우, 무술감독, 기치스 무대동작과 출강
- 기치스에서 무대동작 및 무대 펜싱 강의 2004-2007년.
- 주러한국문화원 대회협력팀장 2008-2010년
- 현재 러시아에서 활동중

## 출연작품
- 1997 - 뮤지컬 개똥이 - 문예회관 대극장
- 1998 - 스피드왕 번개 주제가
- 1999 - 호두깍이 인형 - 드루쉐 마이어 역
- 2000 - 뮤지컬 아보스 - 문예회관 대극장
- 2001 - 거울 - 예술의 전당 소극장
- 2006 - 드라마 - 가명: 알빈츠 - 스턴트
- 2006 - 드라마 - 불타는 장벽 - 스턴트
- 2007 - 드라마 - 전문가 - 린수 역, 무술감독
- 2007 - 드라마 - 여행객 - 무술지도, 스턴트
- 2007 - 드라마 - 플래티늄 - 축차 역
- 2007 - 드라마 - 발작코프스키 보즈로스트 - 슈렌 역
- 2007 - 드라마 - 졸띄 드라곤(황금룡) - 노자바 역
- 2008 - 시트콤 - 나의 아름다운 유모 - 중국인 푸 역
- 2008 - 영화 - 류보피 마르코피 2 - 일본레스토랑 매니저 역
- 2008 - 영화 - 피의 올가미 - 킬러 역
- 2008 - 영화 - 놀이 - 사무라이 역
- 2008 - 영화 - 디데이 - 일본장교 호위 역
- 2008 - 영화 - 반카 그로즈늬 - 모찌모토 역
- 2008 - 영화 - 환장의 스파이 집단 - 무술지도
- 2008 - 드라마 - 신부님 - 호 역
- 2009 - 영화 - 길 - 스턴트
- 2009 - 영화 - 모든것을 아는사람 - 한국경찰 역
- 2009 - 영화 - 패닉스의 발자취 - 한의사 역
- 2009 - 드라마 - 눈없는 총알 2 - 카림 역
- 2010 - 영화 - 제 5중대, 마법의 유물을 찾아서 - 카림 역
- 2010 - 영화 - 자비로운자 - 릭하르타 역
- 2010 - 홋카이도 경찰 - 이또 리베르 역
- 2012 - 영화 - 가비 - 김홍륙 역

## 수상경력
- 2008 — 문화체육관광부 장관상